# Diego Perren
Diego Perren, född den 10 januari 1965 i Zermatt, Schweiz, är en schweizisk curlingspelare.
Han tog OS-guld i herrarnas curlingturnering i samband med de olympiska curlingtävlingarna 1998 i Nagano.